# Église Saint-Médard de Torcé
L'église Saint-Médard est une église catholique située à Torcé, dans le département d'Ille-et-Vilaine, en France. Elle a été inscrite au titre des monuments historiques par arrêté du 16 décembre 2003.

## Historique
À l’époque romane, une première église dont subsistent la crypte et des vestiges au niveau du transept nord est construite.  On en ignore le plan exact.  
Une nécropole du haut Moyen-Age et une motte ont été identifiées au nord-est de l’édifice. 
Le transept nord connait une profonde reprise au XVe siècle, alors qu’on édifie le chœur à chevet droit. Selon les matériaux retrouvés lors des fouilles, la crypte semble avoir été abandonnée à cette époque. 
La nef est reconstruite au XVe ou XVIe siècle. Le transept nord connait des modifications importantes au XVIIe siècle. 
La fenêtre du chœur est bouchée en 1652 lors de l’installation du retable du maître-autel.
En 1754, la chapelle sud, appelée chapelle de la Motte ou chapelle de la Bichetière est reconstruite. 
Le clocher est rajouté au XVIIIe siècle. La nef est remaniée au XIXe siècle. La sacristie est construite au chevet de l’église au début du XXe siècle.
En 1856, la crypte abritant un cercueil en plomb et un corps est découverte une première fois. Elle est redécouverte en 1934 lors du réaménagement du maître-autel pour retomber dans l’oubli. Une campagne de restauration en 2001 motive une première campagne archéologique et l’étude des vestiges romans.

## Architecture

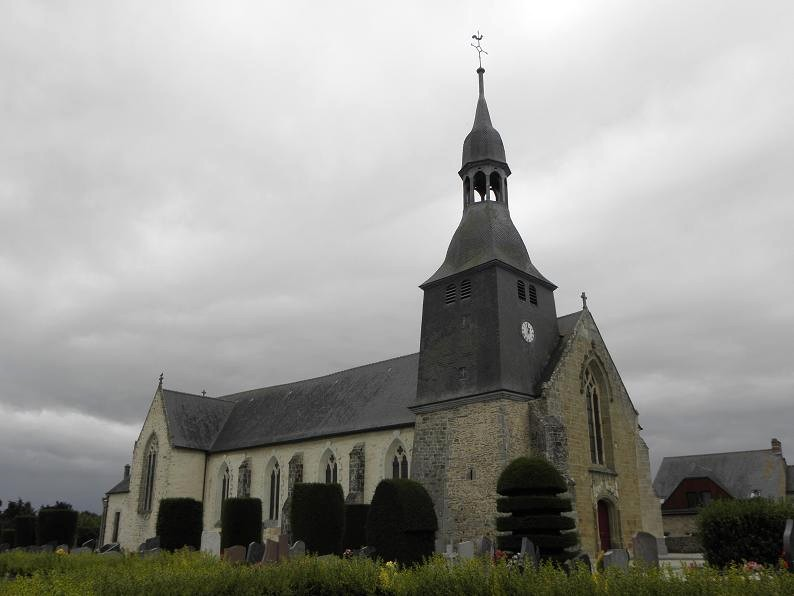
L'église vue du nord-est
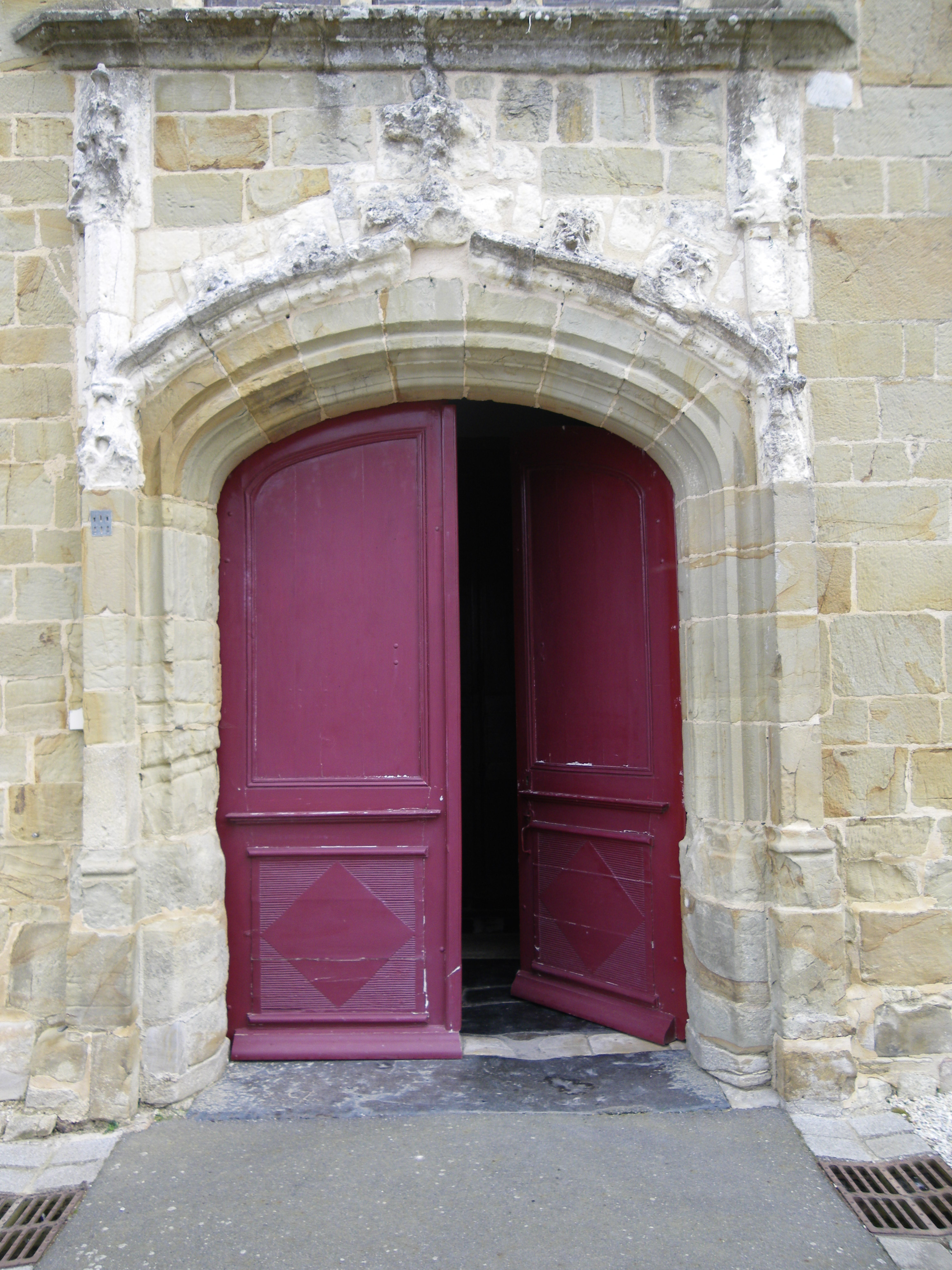
Portail ouest
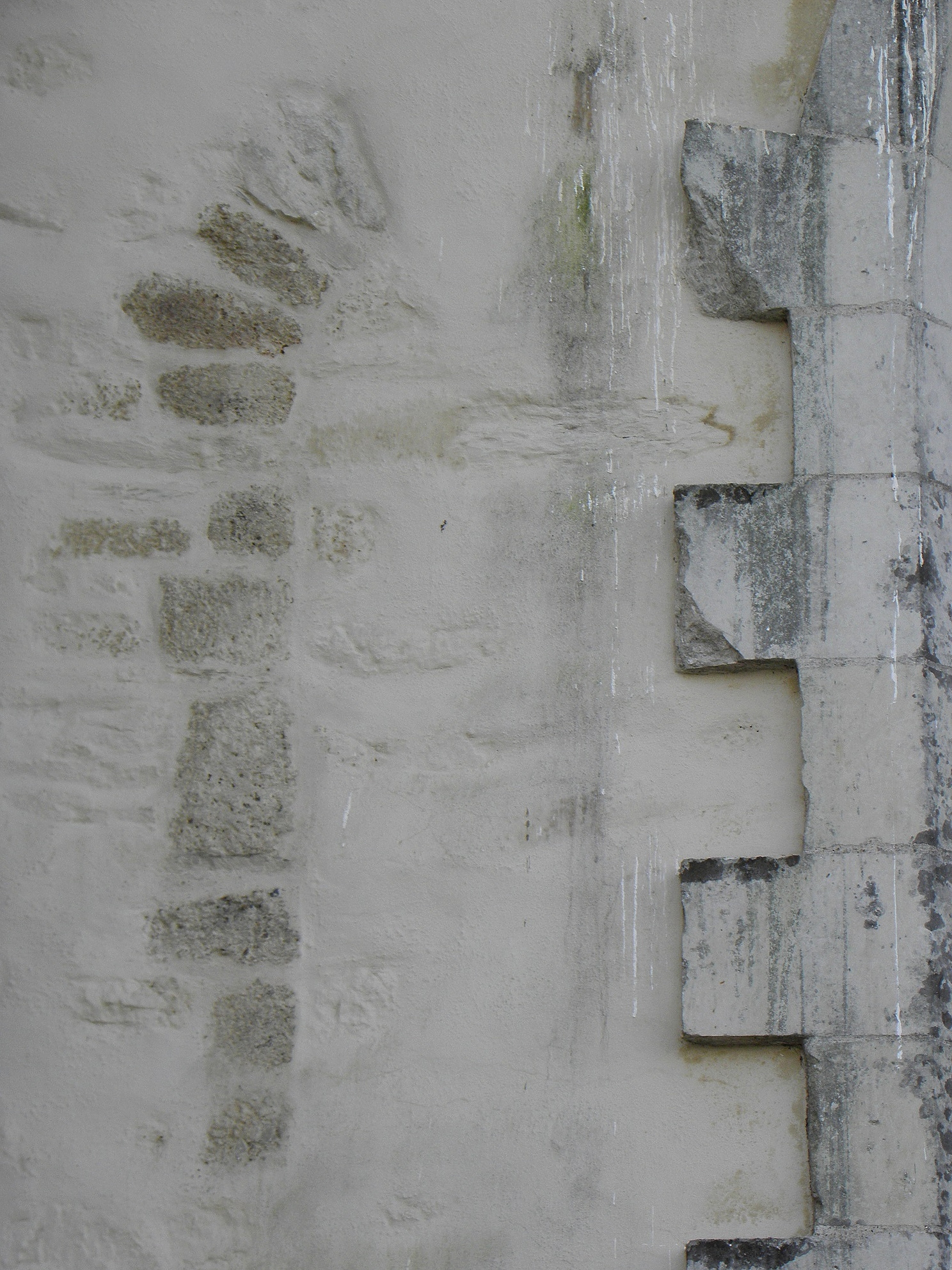
Trace de fenêtre romane

L’édifice a un plan en croix latine à vaisseau unique et chevet plat, avec sacristie adossé à celui-ci. Il est couvert de lambris. 
La crypte, située au niveau du chœur, est de taille modeste. Elle est formée d’une abside reliée par des petits couloirs latéraux à deux absidioles à l’origine. Celle située au sud semble avoir disparu lors de la construction du transept sud. En effet, l’axe de la crypte romane est décalé vers le sud par rapport à celui de l’édifice gothique. L’absidiole nord, la partie la mieux étudiée de la crypte, fait 2,5 mètres de large sur 3 mètres de long et 2 mètres de haut. Sa voûte porte les traces du coffrage en bois qui a servi à sa construction, formant un escalier. Un passage étroit à l’ouest y donnait accès. D’après les relevés, l’abside fait une longueur identique à celle de l’absidiole pour une largeur environ deux fois supérieure.  Voûtée en cul-de-four, elle est percée d’une fenestella de plein cintre à trois claveaux à l’est et fermée par un mur droit à l’ouest. Le passage reliant l’abside à l’absidiole est voûté en berceau. Ses caractéristiques inciteraient à le dater du XIe siècle, sous réserve. 
Une fenêtre murée à arc de plein cintre clavé a été découverte en 2001 à l’angle de la nef et du transept nord, en partie détruite lors du percement des baies gothiques. Elle pourrait date du XIe siècle.
La porte ouest est ornée d’un arc en accolade et surmontée d’une baie de style gothique  flamboyant.
L’arc doubleau séparant le transept nord de la nef retombe sur un culot sculpté d’un animal se mordant la queue, peut-être un singe. L’arc du transept sud est orné de moulures à pénétration directe. 
La nef possède une belle charpente aux entraits à engoulants et aux blochets décorés de personnages et d’animaux. Datant du XVie siècle, la charpente a été reprise au XIXe siècle (polychromie et nervures de la voûte). 
Un sondage partiel en 2001 a révélé l’existence sous l’enduit actuel d’un enduit peint de motifs rouge sur un badigeon rosé, non daté.

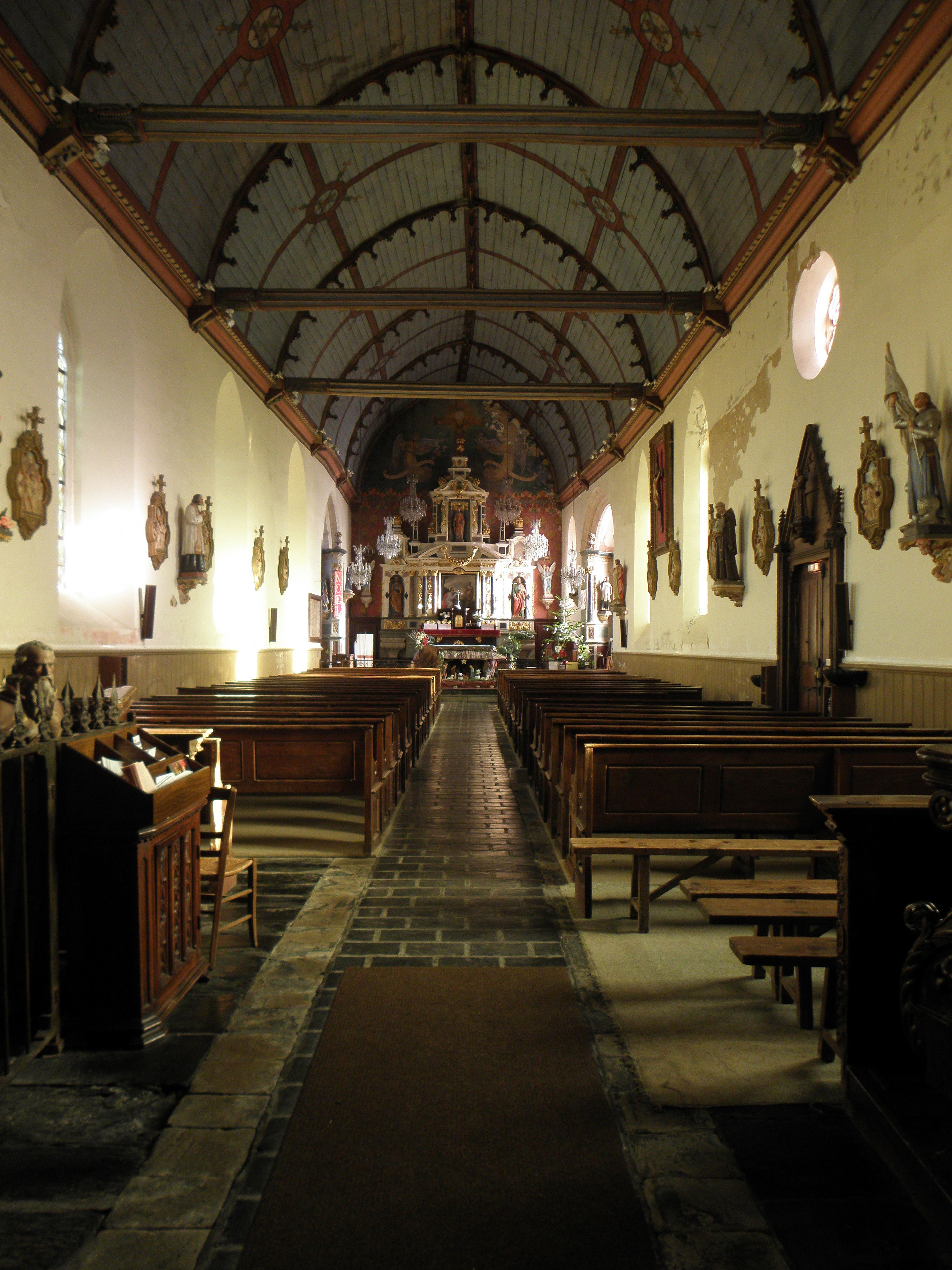
Intérieur, vue du fond de la nef
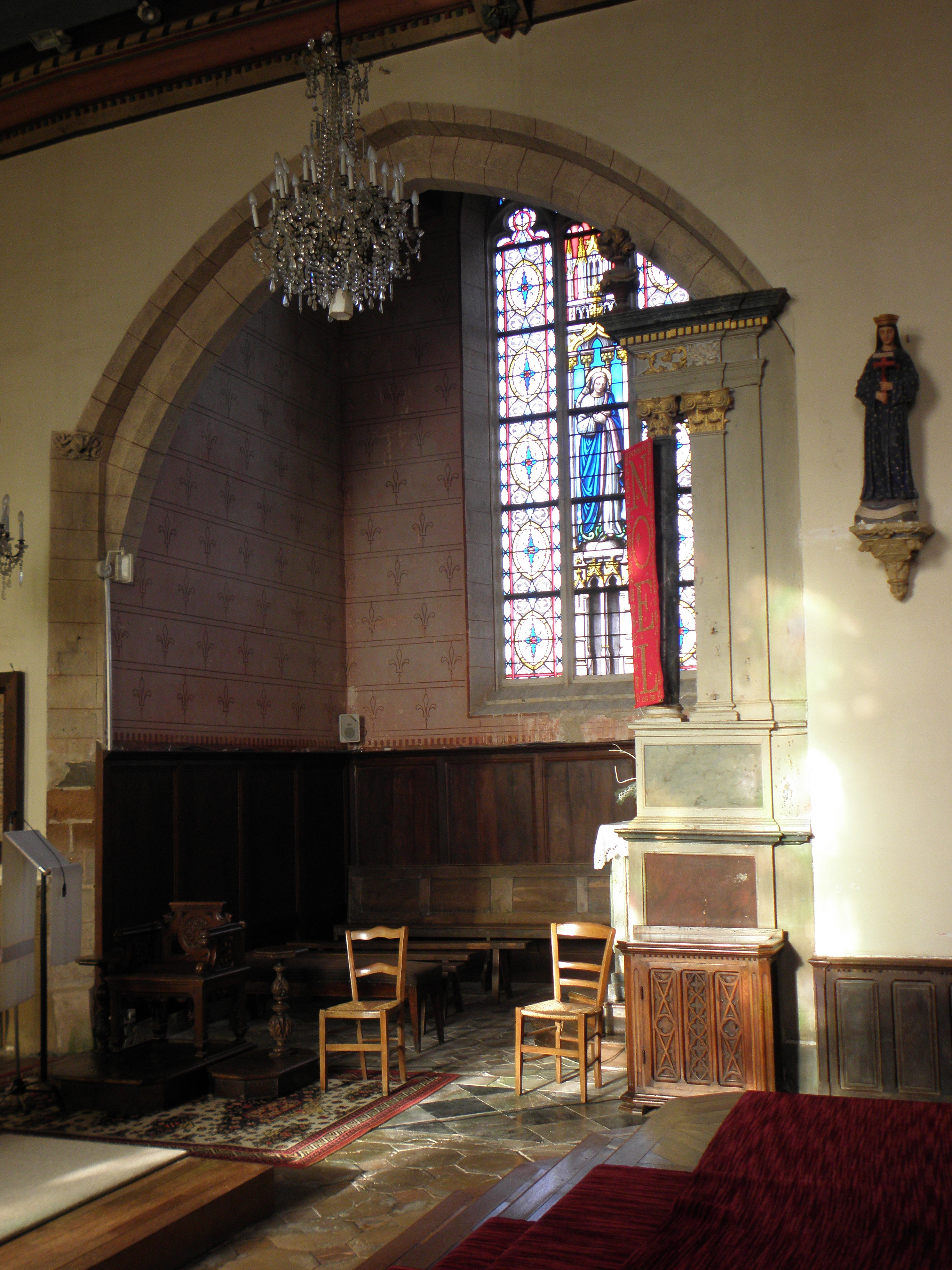
Chapelle nord.
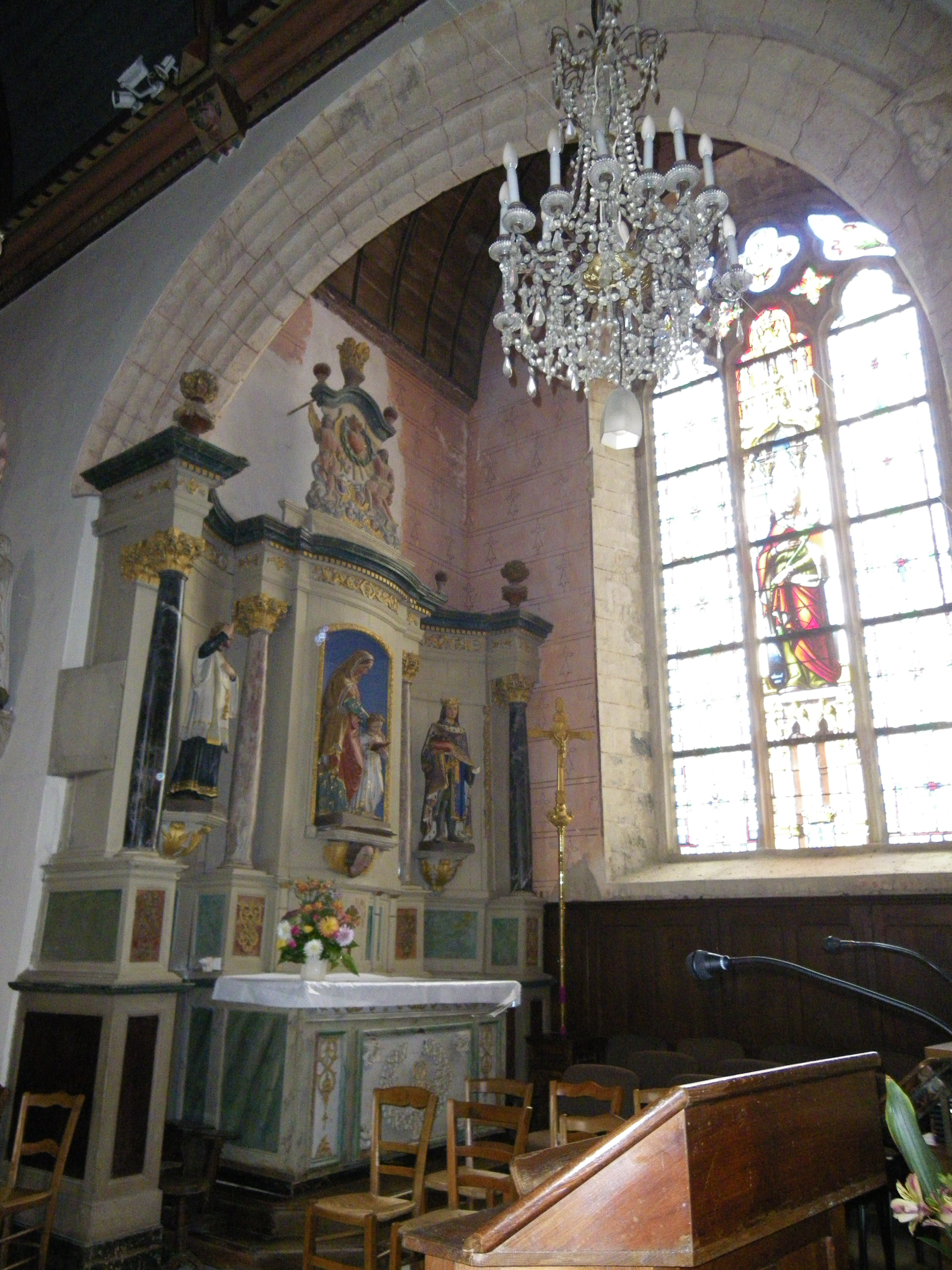
Chapelle sud
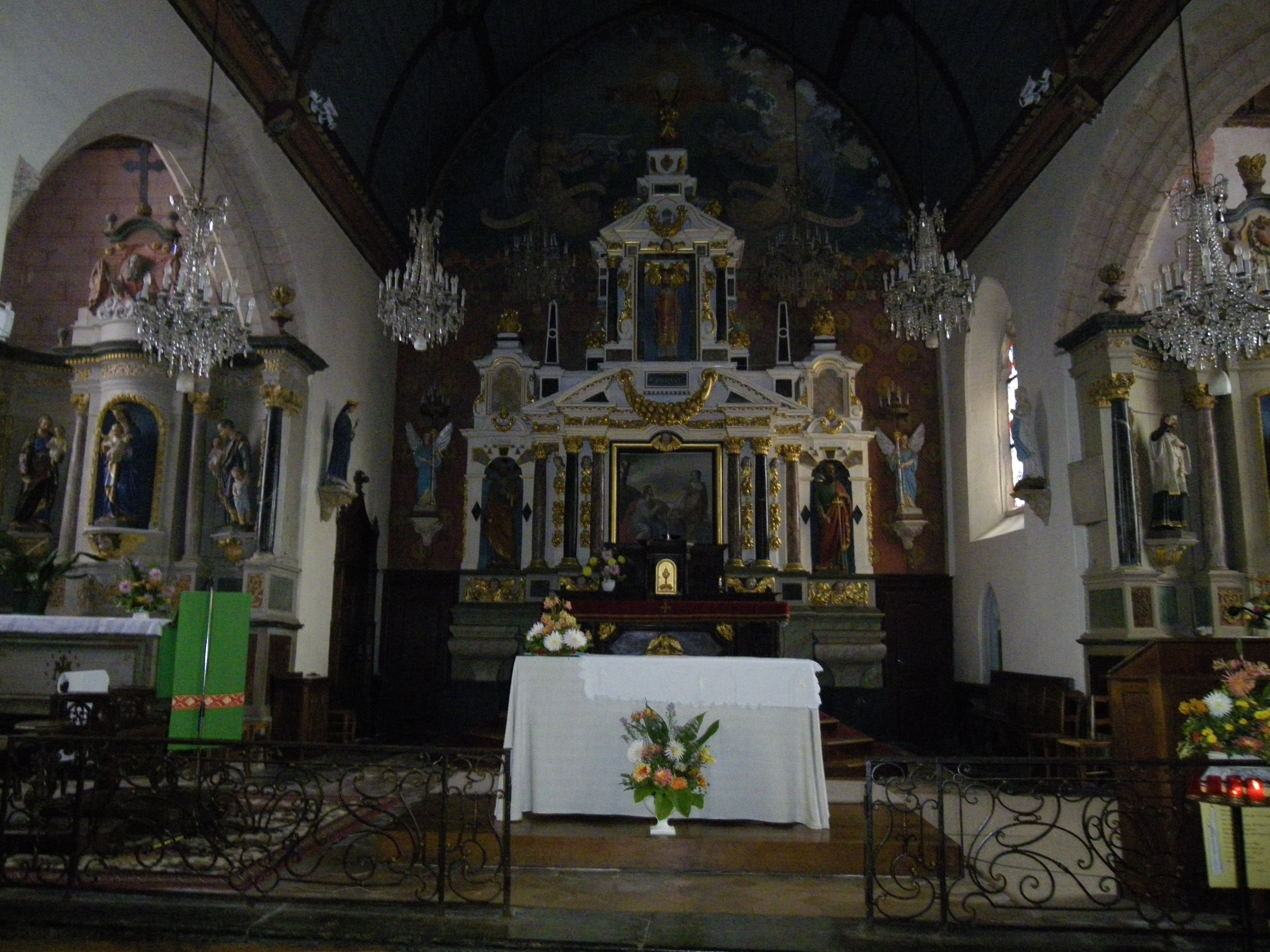
Chœur

## Mobilier
Parmi les objets mobiliers protégés au titre des monuments historiques conservés dans l'église figurent :
| Monument | Date          | Notice               | Type de protection | Date de protection | Photographie |
| --- | ------------- | -------------------- | ------------------ | ------------------ | ------------ |
| retable, 3 statues, tableau du maître-autel : saint Pierre, saint Paul, saint Médard, Jésus et la Samaritaine | 1652          | Notice no PM35000679 | classement         | 4 février 1954     |              |
| autel, retable de la Vierge                                                                                   | XVIIe siècle  | Notice no PM35000681 | classement         | 19 juillet 1968    |              |
| autel, retable                                                                                                | XVIIe siècle  | Notice no PM35000680 | classement         | 19 juillet 1968    |              |
| autel, tabernacle, gradin d'autel, devant d'autel, 4 degrés d'autel (maître-autel)                            | 1872          | Notice no IM35013556 | classement         | 4 février 1954     |              |
| clôture (grille de communion)                                                                                 | XVIIIe siècle | Notice no PM35000685 | classement         | 19 juillet 1968    |              |
| stalles | XVIIe siècle  | Notice no PM35000684 | classement         | 19 juillet 1968    |              |
| 9 tabourets d'église                                                                                          | XVIIe siècle  | Notice no PM35000683 | classement         | 19 juillet 1968    |              |
| tabouret | XVIIe siècle  | Notice no PM35000682 | classement         | 19 juillet 1968    |              |
| mécanisme d'horloge                                                                                           | XIXe siècle   | Notice no PM35001457 | inscription        | 11 juin 1982       |              |
| cloche | 1748          | Notice no PM35000678 | classement         | 19 juillet 1968    |              |